# Sjeveroistočna Engleska
Sjeveroistočna Engleska jedna je od devet službenih regija Engleske i nalazila se na prvoj razini NUTS-a u statističke svrhe. Regija obuhvaća grofovije Tyne & Wear, Grofovija Durham, Northumberland i mali dio Sjevernog Yorkshirea.
 
Velika urbana područja uključuju gradove sa statusom Cityja Newcastle upon Tyne, Sunderland i City of Durham te gradove Gateshead, Darlington, Middlesbrough, Stockton-on-Tees i Hartlepool.

## Novija politička povijest
Regija je formirana 1994. godine i izvorno je bila formirana od grofovija Northumberland, Tyne & Wear, Durham i Cleveland. Reformom lokalne uprave ukinuta je grofovija Cleveland 1996. godine i stvorena unitarna uprava.

### Kombinirana uprava
Kombinirana uprava za Sjeveroistok (North East Combined Authority) osnovana je 2014. godine i pokrivala je veći dio regije. Kombinirana uprava sjeverno od Tynea (North of Tyne Combined Authority) kasnije su se razdvojile, ostavljajući vlasti grofovija na jugu Tynea & Weara te na području Durhama nepromijenjenim.
Općine Tees Valley Darlington, Hartlepool, Stockton-on-Tees, Redcar & Cleveland i Middlesbrough nisu bile dio vlasti pa su 2016. godine osnovale Kombiniranu vlast za Tees Valley (Tees Valley Combined Authority).

### Regionalna uprava
Regija se sastoji od sljedećih lokalnih vlasti:
| Lokalna uprava                                      | Metropolitanske grofovije ili Unitarne uprave | Kombinirana uprava (ako je primjenjivo) | Karta |
| --------------------------------------------------- | --------------------------------------------- | --------------------------------------- | ----- |
| 1. Northumberland                                   | 1. Northumberland                             | North of Tyne                           |       |
| 2. Newcastle upon Tyne                              | Tyne & Wear                                   | North of Tyne                           |       |
| 3. Gateshead Sjeveroistok                           | Tyne & Wear                                   | North of Tyne                           |       |
| 4. North Tyneside                                   | Tyne & Wear                                   |                                         |       |
| 5. South Tyneside                                   | Tyne & Wear                                   |                                         |       |
| 6. Sunderland                                       | Tyne & Wear                                   |                                         |       |
| 7. County Durham (većina)                           | County Durham                                 |                                         |       |
| 8. Darlington                                       | County Durham                                 | Tees Valley                             |       |
| 10. Hartlepool                                      | County Durham                                 | Tees Valley                             |       |
| 9. Stockton-on-Tees * (sjeverna strana rijeke Tees) | County Durham                                 | Tees Valley                             |       |
| 9. Stockton-on-Tees * (južna strana rijeke Tees)    | Sjeverni Yorkshire (samo mali dio)            | Tees Valley                             |       |
| 11. Redcar & Cleveland                              | Sjeverni Yorkshire (samo mali dio)            | Tees Valley                             |       |
| 12. Middlesbrough                                   | Sjeverni Yorkshire (samo mali dio)            | Tees Valley                             |       |

* Stockton-on-Tees je grad koji je u ceremonijalne svrhe podijeljen duž linije rijeke Tees između grofovija Durham (sjever strana) i Sjevernog Yorkshirea (južna strana).
Nekadašnja Asocijacija sjeveroistočnih vijeća (Association of North East Councils) imala je sjedište u Newcastle upon Tyneu, a prethodna Skupština Sjeveroistoka (North East Assembly) sa sjedištem je bila u Gatesheadu do njenog raspuštanja 2009. godine.

## Brexit
Referendum o članstvu u Europskoj uniji koji je održan 23. lipnja 2016. u Ujedinjenom Kraljevstvu (UK) i Gibraltaru kako bi se biračko tijelo izjasnilo treba li država ostati članica ili napustiti Europsku uniju.

U Sjeveroistočnoj Engleskoj je pravo glasa imalo 1 934 341 glasača, a na referendum je izišlo 69,31 % od ukupnog biračkog tijela od kojih je 562 595 (41,96%) glasalo za ostanak u EU, dok je 778 103 (58,04%) glasalo za napuštanje EU.
 
Nakon što se Ujedinjeno Kraljevstvo izjasnilo za izlazaki iz EU, regije NUTS-a smanjile su važnost. Nakon definitivnog razlaza koji je stupio na snagu 1. siječnja 2021., korištenje regija NUTS-a u svojoj cjelini postaje neslužbeno za britanske regulatorne agencije koje su odlučile da će usvojiti, ili pak stvoriti novu statističku podjelu Engleske.